# Карл Їсда
Карл Їсда (нім. Karl Jiszda, 21 липня 1899 — 30 листопада 1963) — австрійський футболіст, що грав на позиції нападника, футбольний тренер. Відомий виступами у складі клубу «Флорідсдорфер» і національної збірної Австрії. Чемпіон Австрії і володар кубка Австрії.

## Клубна кар'єра
Більшу частину футбольної кар'єри провів у клубі «Флорідсдорфер», у складі якого з невеликими перервами виступав з 1916 по 1930 рік. У 1918 році був у складі команди, коли вона єдиний раз у своїй історії здобула титул чемпіона Австрії. «Флорідсдорфер» випередив «Рапід» лише за додатковими показниками, а на рахунку Їсди 18 матчів того сезону, у яких він забив 2 голи. Того ж року став з командою переможцем кубка Австрії (цей розіграш вважається неофіційним). У фіналі змагань «Флорідсдорфер» переміг з рахунком 4:2 клуб «Аматоре». 
Окрім «Флорідсдорфера» також у 1924 році виступав у клубі «Ферст Вієнна» і в 1928 році в американській команді «Бруклін Вондерерз».

## Виступи за збірну
У складі збірної Австрії дебютував у поєдинку зі збірною Фінляндії (3:2). У період з 1921 по 1927 рік зіграв 11 матчів і забив 7 голів.
Також виступав у складі збірної Відня. Дебютував у 1923 році у грі проти збірної Південної Німеччини, у якій відзначився забитим голом, 
а його команда перемогла з рахунком 4:2. Також грав у 1927 році поєдинку проти збірної Праги (1:2).

## Кар'єра тренера
Тренувати розпочав у клубі «Гарбарня» (Краків), з якою у 1931 році став чемпіоном Польщі.
Протягом трьох сезонів тренував рідний «Флорідсдорфер». Найвищим результатом у чемпіонаті, якого досягла команда в цей час було 7 місце у 1934року. У кубку Австрії виводив «Флорідсдорфер» у півфінал у 1933 році, поступившись «Аустрії» (1:4) і у 1934 році, коли на шляху до фіналу стала «Адміра» (0:1).
У 1934 році клуб виграв кваліфікаційний турнір до кубка Мітропи, обігравши клуби «Вінер АК» (1:0) і «Відень» (0:0, 2:1). У самому турнірі для провідних клубів Центральної Європи «Флорідсдорфер» зустрівся з сильним угорським «Ференцварошем». Уже у першому матчі в Будапешті фаворит упевнено здобув перемогу з рахунком 8:0. У матчі-відповіді австрійці певний час вели в рахунку, але все ж також поступилися з рахунком 1:2.
У 1934/35 роках тренував швейцарський клуб «Цюрих».
!937 році у п'яти матчах був головним тренером збірної Литви. В усіх п'яти поєдинках його команда програвала збірним Латвії і Естонії.
У 1945 році був обраний президентом клубу «Флорідсдорфер».

## Досягнення
- Чемпіон Австрії (1): 1918
- Володар кубка Австрії (1): 1918[13]

Як тренер
- Чемпіон Польщі (1): 1931

| Дата       | Місто     | Господарі      | Результат | Гості    | Турнір                             | Голи | Примітки |
| ---------- | --------- | -------------- | --------- | -------- | ---------------------------------- | ---- | -------- |
| 31/07/1921 | Гельсінкі | Фінляндія      | 2 – 3     | Австрія  | товариський матч                   | -    |          |
| 15/01/1922 | Мілан     | Італія         | 3 – 3     | Австрія  | товариський матч                   | -    |          |
| 30/04/1922 | Будапешт  | Угорщина       | 1 – 1     | Австрія  | товариський матч                   | 1    |          |
| 13/01/1924 | Нюрнберг  | Німеччина      | 4 – 3     | Австрія  | товариський матч                   | 1    |          |
| 20/01/1924 | Генуя     | Італія         | 0 – 4     | Австрія  | товариський матч                   | 1    |          |
| 10/02/1924 | Загреб    | Югославія      | 1 – 4     | Австрія  | товариський матч                   | -    | 2'       |
| 10/04/1927 | Відень    | Австрія        | 6 – 0     | Угорщина | товариський матч                   | 2    | 42'      |
| 22/05/1927 | Відень    | Австрія        | 4 – 1     | Бельгія  | товариський матч                   | 1    |          |
| 29/05/1927 | Цюріх     | Швейцарія      | 1 – 4     | Австрія  | товариський матч                   | 1    |          |
| 18/09/1927 | Прага     | Чехословаччина | 2 – 0     | Австрія  | Кубок Центральної Європи 1927—1930 | -    |          |
| 25/09/1927 | Будапешт  | Угорщина       | 5 – 3     | Австрія  | Кубок Центральної Європи 1927—1930 | -    |          |
| Усього     |           | Матчів         | 11        |          | Голів                              | 7    |          |